# Chlum (hrad, okres Mladá Boleslav)
Chlum je zaniklý hrad v katastrálním území Nepřevázka v okrese Mladá Boleslav. Stál jižně od vesnice Chloumek na nevýrazném výběžku planiny, jejíž svahy prudce spadají k jihu a západu, v nadmořské výšce 340 metrů. Od roku 1967 je chráněn jako kulturní památka.

## Historie
Místo, na kterém hrad stával, bylo podle nečetných keramických zlomků osídleno už v raném středověku, nejspíše v 9. až 11. století. Je možné, že zde tehdy stálo hradiště, za jehož pozůstatek je považován příkop a val, které byly ve vrcholném středověku využity při stavbě hradu. Další val, zcela zaniklý, údajně vedl přímo vsí Chloumek.
Vzhledem k existenci relativně blízkého hradu Kozlov, v pramenech uváděného také jako Chlum, je obtížné spojit s lokalitou písemné prameny. Podle Augusta Sedláčka hrad založil Mstidruh někdy v první polovině 13. století. Na konci 14. století hrad získali Vartenberkové a v roce 1431 byl jeho majitelem Rameš z Hrádku. Již roku 1459 se hrad uvádí jako zbořený. Hrad také bývá považován za sídlo rodu Chlumeckých z Chlumu. Archeologické nálezy datují dobu existence hradu do 14. až 15. století.

## Stavební podoba
Hrad stál na trojúhelníkovém půdorysu, jehož větší část tvořilo předhradí od zbytku planiny oddělené mohutným valem a příkopem. Val je obloukovitě prohnutý a měří asi 140 metrů. Jeho výška dosahuje pěti metrů a šířka se pohybuje od dvanácti do 22 metrů. Příkop je patnáct metrů široký a až 2,5 metru hluboký. Předhradí neobsahuje stopy středověké zástavby a nachází se v něm opuštěný podzemní vojenský objekt. Hradní jádro bylo od předhradí odděleno dalším příkopem. Hradní stavby byly pravděpodobné dřevěné, protože ani v jádře se nedochovaly žádné viditelné zbytky zdiva.

## Přístup
Hradní areál, dnes využívaný jako sad, je volně přístupný po odbočce z červeně značené turistické trasy z Mladé Boleslavi do Dobrovice.